# Cisla
Cisla település Spanyolországban, Ávila tartományban.  Lakosainak száma 102 fő (2024).

## Népesség
A település népessége az utóbbi években az alábbiak szerint változott:
| Lakosok száma | 193  | 180  | 175  | 154  | 143  | 122  | 115  | 102  | 104  | 102  |
|               | 2001 | 2004 | 2006 | 2009 | 2011 | 2014 | 2016 | 2019 | 2021 | 2024 |